# Erocha discreta
Erocha discreta là một loài bướm đêm trong họ Noctuidae.